# Episodi di Holby City (diciottesima stagione)
La diciottesima stagione della serie televisiva Holby City è stata trasmessa in anteprima nel Regno Unito da BBC One tra il 13 ottobre 2015 e il 4 ottobre 2016.
| nº | Titolo originale                 | Titolo italiano | Prima TV UK       | Prima TV Italia |
| -- | -------------------------------- | --------------- | ----------------- | --------------- |
| 1  | The Sticky Mess of Being         |                 | 13 ottobre 2015   |                 |
| 2  | Cover Up                         |                 | 20 ottobre 2015   |                 |
| 3  | Calling Time                     |                 | 27 ottobre 2015   |                 |
| 4  | What it Takes                    |                 | 3 novembre 2015   |                 |
| 5  | Left Behind                      |                 | 10 novembre 2015  |                 |
| 6  | Beneath the Cover                |                 | 17 novembre 2015  |                 |
| 7  | A Delicate Truth                 |                 | 24 novembre 2015  |                 |
| 8  | In Which We Serve                |                 | 1º dicembre 2015  |                 |
| 9  | Skin and Blister                 |                 | 8 dicembre 2015   |                 |
| 10 | Bad Blood, Fake Snow             |                 | 15 dicembre 2015  |                 |
| 11 | Blue Christmas                   |                 | 22 dicembre 2015  |                 |
| 12 | Beginnings                       |                 | 29 dicembre 2015  |                 |
| 13 | Young Hearts, Run Free           |                 | 5 gennaio 2016    |                 |
| 14 | The Hope That Kills              |                 | 12 gennaio 2016   |                 |
| 15 | Sins of Our Fathers              |                 | 19 gennaio 2016   |                 |
| 16 | Kiss and Tell                    |                 | 26 gennaio 2016   |                 |
| 17 | Serenity                         |                 | 2 febbraio 2016   |                 |
| 18 | A Partnership, Literally         |                 | 9 febbraio 2016   |                 |
| 19 | All That Glitters                |                 | 16 febbraio 2016  |                 |
| 20 | All Fall Down                    |                 | 23 febbraio 2016  |                 |
| 21 | One Under                        |                 | 1º marzo 2016     |                 |
| 22 | On the Ropes                     |                 | 8 marzo 2016      |                 |
| 23 | Where We Belong                  |                 | 15 marzo 2016     |                 |
| 24 | Who You Are                      |                 | 22 marzo 2016     |                 |
| 25 | A Friend in Need                 |                 | 29 marzo 2016     |                 |
| 26 | Handle with Care                 |                 | 5 aprile 2016     |                 |
| 27 | Dark Night of the Soul           |                 | 12 aprile 2016    |                 |
| 28 | Prioritise the Heart             |                 | 19 aprile 2016    |                 |
| 29 | Out of Sight Out of Mind         |                 | 26 aprile 2016    |                 |
| 30 | The Coward's Way                 |                 | 3 maggio 2016     |                 |
| 31 | It Tolls for Thee                |                 | 10 maggio 2016    |                 |
| 32 | Running Out                      |                 | 17 maggio 2016    |                 |
| 33 | When I Grow Up                   |                 | 24 maggio 2016    |                 |
| 34 | The Sky Is Falling               |                 | 31 maggio 2016    |                 |
| 35 | I'll Walk You Home               |                 | 7 giugno 2016     |                 |
| 36 | Missing You Already              |                 | 16 giugno 2016    |                 |
| 37 | The Lone Ranger                  |                 | 23 giugno 2016    |                 |
| 38 | Another Day in Paradise (Part 1) |                 | 28 giugno 2016    |                 |
| 39 | Another Day in Paradise (Part 2) |                 | 5 luglio 2016     |                 |
| 40 | Children of Men                  |                 | 12 luglio 2016    |                 |
| 41 | A Perfect Life                   |                 | 19 luglio 2016    |                 |
| 42 | From Bournemouth with Love       |                 | 26 luglio 2016    |                 |
| 43 | Back in the Ring                 |                 | 2 agosto 2016     |                 |
| 44 | Indefensible                     |                 | 4 agosto 2016     |                 |
| 45 | Little Acorns                    |                 | 23 agosto 2016    |                 |
| 46 | Fractured                        |                 | 25 agosto 2016    |                 |
| 47 | Protect and Serve                |                 | 30 agosto 2016    |                 |
| 48 | Brave New World                  |                 | 6 settembre 2016  |                 |
| 49 | Say a Little Prayer              |                 | 13 settembre 2016 |                 |
| 50 | Emotionally Yours                |                 | 20 settembre 2016 |                 |
| 51 | Life in the Freezer              |                 | 27 settembre 2016 |                 |
| 52 | Snakes and Ladders               |                 | 4 ottobre 2016    |                 |